# Лентоопашата астрапия
Лентоопашатата астрапия (Astrapia mayeri), известна още като Майерова астрапия е вид птица от семейство Райски птици (Paradisaeidae). Видът е почти застрашен от изчезване.

## Разпространение и местообитание
Разпространен е в Папуа Нова Гвинея.